# Чавін-де-Уантар
9°35′33.99″ пд. ш. 77°10′42.43″ зх. д. / 9.5927750° пд. ш. 77.1784528° зх. д.
Чавін-де-Уантар (ісп. Chavín de Huantar) — археологічна ділянка, що містить руїни і артефакти, створені доінковою культурою Чавін близько 900 року до н. е. Ділянка розташована за 250 км на північ від Ліми (Перу), на висоті 3150 м між андійськими хребтами Кордильєра-Бланка і Кордильєра-Негра. Руїни Чавін-де-Уантар в 1985 році були внесені до списку Світової спадщини ЮНЕСКО. Деякі з барельєфів вивезені з археологічної ділянки і виставлені в Національному музеї (Museo de la Nación) в Лімі.

## Історія
Місто Чавін-де-Уантар було збудоване близько 900 року до н. е. Більша частина економічної діяльності мешканців міста була пов'язана з сільським господарством, чому допомагало вибране розташування міста в верхів'ях річки Мараньйон, на кордоні між гірськими районами і джунглями, зручне для вирощування рослин та для отримання різноманітних продуктів лісу.
Знахідки в цій археологічній ділянці вказують на наявність соціальної напруженості в суспільстві починаючи між 500 і 300 роками до н. е., у час, коли велика цивілізація Чавін почала приходити в занепад. Великі церемоніальні центри були залишені мешканцями на користь невеликих селищ. В Чавін-де-Уантар близько 500 року до н. е. місто було замінене як раз таким невеликим селищем, розташованим на центральній («Круглій») площі колишнього міста. Мешканці цього поселення протягом багатьох поколінь використовували кам'яні барельєфи та інші елементи стародавніх храмів для будівництва домівок. Багато культурних шарів вказують на безперервне існування селища до 1940-х років.

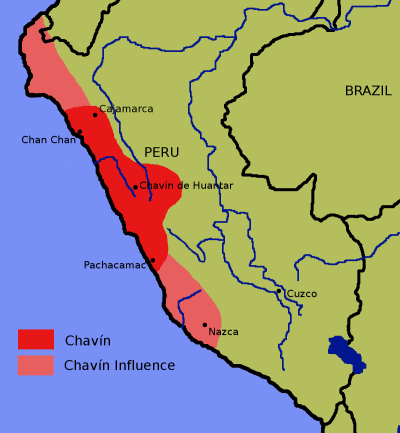
Розповлюдження культури Чавін із вказанням ділянки Чавін-де-Уантар

## Опис ділянки
Археологічна ділянка містить ряд великих будівель, включаючи храми A, B і C, інші спеціалізовані будівлі навколо Круглої площі, Старий храм і Новий храм.
Кругла площа — була священною і важливою для проведення ритуалів відкритою площею в центральній частині церемоніального центру. До 800—700 років до н. е. площа виконувала велике число функцій, включаючи атріум для входу до Храму A через північні сходу храму. Пізніше, в «класичний період» культури Чавін біля 700 року до н. е. площа була оточена з трьох боків храмами A, B і C. Площа залишалася ідеально круглою, біля 20 м в діаметрі, вимощена блоками жовтого діатоміту. Центр площі у напрямку зі сходу на захід пересікала лінія з чорного вапняка. Стіни площі були збудовані з камених блоків, переважно граніту, складеними шарами різної товщини. З таких же блоків була складена арка біля західних сходів і дві пари межевих каменів біля східних сходів.
Старий храм — був споруджений в найраніші часи заселення міста, характеризовався інтер'єрною архітектурою і складався з численних внутрішніх проходів, збудованих навколо круглого двора. Храм містив обеліски та кам'яні монументи з берельєфами ягуарів, кайманів та різноманітних антропоморфних істот. Галерея Лансон, розтащована в центрі храму, містила статую Лансон, що вважається забраженням верховного бога міста Чавін-де-Уантар. Фігура антропоморфна, з головою собаки та тілом людини. Також в храмі були знайдені ступи, товкачі, воронки зроблені з раковин та багато інших знахідок. Багато з цих артефактів мали антропоморфний дизайн та вважаються асоційованими з ритуалами Чавін.
Новий храм — був спорубдений між 500 і 200 роками до н. е., також засновується на системі галерей і центральної площі, також містив багато скульптур. Тут була знайдена інша фігура Лансон, із рапаном в правій руці та молюском Spondylus в лівій.

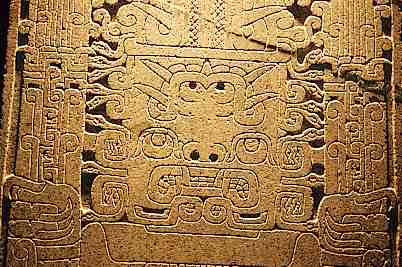
Фрагмент стіни Чавін-де-Уантар із зображенням Лансон

Розкопки поховань вказують на наявність невеликого верхнього класу із складними та багатими похованнями. Могили містили дорогоцінні метали, кольоровий текстиль та інші цінності. Більшість поховань, проте, були простіші, люди хоронилися в невеликі могили завернуті в хлопковий одяг та мали з собою простий набір інструментів.
Стиль мистецтва цієї ділянки включав численні свитки, прості криви, прямі лінії та зображення диких тварин. Скульптури культури Чавін зазвичай робилися з білого граніту і чорного вапняка. На території ділянки були знайдені численні кам'яні ступи і товкачі, воронки з раковин, кістяні трубки і лопатки, металеві лопатки і ложки, із висіченими на них зображеннями та орнаментами в стилі Чавін, також були найдені різноманітні текстильні вироби, включаючи гобелени. Кераміка була знайдена в різноманітних формах, включаючи миски і пляшки, прикрашені різноманітними декоративними елементами.